# Gertraud Moller
Gertraud Moller (auch: Gertrud Möller) (* 13. Oktober 1641 in Königsberg; † 16. Februar 1705 ebenda) war Dichterin im Nürnberger Pegnesischen Blumenorden.

## Leben
Geboren wurde sie als Tochter des Königsberger Professors für Physik Michael Eifler und seiner Frau Elisabeth. Verheiratet war sie seit dem 14. Februar 1656 mit Peter Moller (1628–1680), der als Arzt und Professor für Medizin ebenfalls an der Universität Königsberg wirkte. Mit ihm zusammen hatte sie 15 Kinder (neun Söhne und sechs Töchter), von denen aber zwölf bereits in jugendlichen Jahren verstarben. Nach dem Tod ihres Mannes wurde sie von der Adelsfamilie Wallenrodt sowie vom preußischen König Friedrich I. finanziell unterstützt, musste aber in ärmlichen Verhältnissen weiterleben.
Sie beherrschte die Fremdsprachen Französisch und Latein und war zudem eine begabte Dichterin. Schon in ihrer frühen Jugend schrieb sie Gedichte. Wahrscheinlich wurde ihre Begeisterung für die Poesie durch Simon Dach geweckt, der mit ihrem Vater befreundet war und der ihr zu ihrer Hochzeit mit einem Gedicht gratulierte. Die Verbindung zu Sigmund von Birken, dem Präsidenten des  Blumenordens, wurde von dem Königsberger Dichter Gottfried Zamehl hergestellt. Im September 1671 wurde sie unter dem Schäferpseudonym Mornille (ein Anagramm ihres Nachnamens) als Mitglied aufgenommen und zur gekrönten Dichterin ernannt. Im Nachlassarchiv Birkens sind einige Briefe von Gertraud Moller überliefert, in denen sie von hunderten von Gedichten, die sie verfasst habe, und von mehreren druckfertig vorbereiteten Büchern berichtet. Bekannt sind heute allerdings nur einige Dutzend gedruckte Gelegenheitsgedichte aus ihrer Feder.
Sigmund von Birken widmete den Ordensmitgliedern im Baltikum eine Sammlung an Gedichten. In dieser Widmung ist Mornille, Gertraud Moller, als erste der Ordensmitglieder zu finden. In der Forschung werden aus dieser Sammlung die Genderüberlegungen der Frau als Dichterin analysiert. Der Wert der Dichterinnen ist dadurch gesteigert worden.

## Werk
Als eine der wenigen Dichterinnen der Barockzeit veröffentlichte Gertraud Moller eigene Gedichtesammlungen: 1672 wurden ihre Parnaßblumen oder geistliche und weltliche Gedichte (zwei Bände) in Hamburg publiziert. Johann Sebastiani hatte dieses lyrische Werk mit Melodien versehen. Das Werk ist somit ein musikalisches Buch in Zusammenarbeit mit dem Komponisten Johann Sebastiani. Eine eigene publizierte Gedichtsammlung ist in dieser Zeit für eine Frau als Dichterin eher eine Seltenheit. Die Widmung des Werkes war an Eleonora Maria, die Königin von Polen, gerichtet. In der Forschung werden Gedichte aus Parnass-Blumen, welche anonym (ohne Gertraud Mollers Namen) in diversen musikalischen Werken überliefert wurden, erkannt (18. und 19. Jahrhundert).
1692 wurde eine weitere Anthologie in Königsberg publiziert, von der heute allerdings kein Exemplar mehr nachgewiesen werden kann. 1693 erschienen ihre Geistlichen Sonette, 1696 ihre Geistlichen Oden.
Sie schrieb ebenfalls zahlreiche Gelegenheitsgedichte für Hochzeiten, Geburtstage, Begrüßungen sowie Trauergedichte und Todesschriften.

### Traurige Cypressen
Eine Todessschrift von ihr sind die Traurigen Cypressen. In diesem Werk erweist sie dem Boguslaw Radziwill mit ihrer dichterischen Fähigkeit die letzte Ehre zu seinem Tod. Die Todesschrift ist in sieben kleine Gedichten mit den Titeln Birse, Dubincken, Slutzko, Kopyl, Nevel und Seebisch, Preussen und Princessin aufgeteilt. In den Gedichten schreibt sie über den Tod von Radziwill und ehrt ihn dadurch. Im ersten Gedicht, Birse, wird sein Charakter als mutig und gütig beschrieben.

### Hochzeitliches Ehren-Gedicht
Gertraud Moller verfasste ein Gelegenheitsgedicht über die Liebenden Jakob Klein und Dorothea Klein und deren Heirat. Das Gedicht hat einen geistlichen Unterton. Es schließt mit Glückwünschen für die Liebenden und verleiht der Hoffnung Ausdruck, dass all ihre Schmerzen vergehen werden.